# Tubereca
Tubereca is een geslacht van hooiwagens uit de familie Assamiidae.
De wetenschappelijke naam Tubereca is voor het eerst geldig gepubliceerd door Kauri in 1985. 

## Soorten
Tubereca is monotypisch en omvat slechts de volgende soort:
- Tubereca biharaguana